# Valença, Bahia
Valença är en ort i Brasilien.   Den ligger i kommunen Valença och delstaten Bahia, i den östra delen av landet, 1 000 km öster om huvudstaden Brasília. Valença ligger 9 meter över havet och antalet invånare är 63 231.
Terrängen runt Valença är huvudsakligen lite kuperad. Valença ligger nere i en dal. Valença är det största samhället i trakten.
I omgivningarna runt Valença växer i huvudsak städsegrön lövskog. Runt Valença är det glesbefolkat, med 19 invånare per kvadratkilometer.